# Cha Sung-mi
Dans ce nom coréen, le nom de famille, Cha, précède le nom personnel.
Cha Sung-Mi est une arbitre sud-coréenne de football née le 23 novembre 1975.

## Carrière
Cha Sung-Mi arbitre des matchs internationaux depuis 2007. Elle fait partie des 16 arbitres présentes lors de la Coupe du monde de football féminin 2011 en Allemagne.